# Giulia non esce la sera
Pour plus de détails, voir Fiche technique et Distribution.
Giulia non esce la sera est un film italien réalisé par Giuseppe Piccioni, sorti en 2009, avec Valerio Mastandrea, Valeria Golino et Sonia Bergamasco dans les rôles principaux.

## Synopsis
Guido Montani (Valerio Mastandrea) est un écrivain italien qui a connu avec son dernier livre un beau succès commercial. Cependant, il est insatisfait de son travail auquel il n'arrive pas à s'identifier. Il lit peu, manque d'imagination et peine à trouver les idées qui lui permettrait d'écrire le roman parfait dont il rêve. Marié à Benedetta (Sonia Bergamasco), ils ont ensemble une fille, Costanza (Domiziana Cardinali), qui suit des cours des natations.
Cette dernière annonce à ses parents qu'elle ne souhaite plus les suivre car elle n'aime pas ce sport. Comme les leçons ont été payées à l'avance, Guido, qui ne sait pas nager, décide de s'y rendre à la place de sa fille. À la piscine, il rencontre la monitrice Giulia (Valeria Golino) qui accepte sa requête.
Peu à peu, Guido se prend d'affection pour Giulia. Il l'invite à sortir avec lui un soir, mais Giulia refuse. Elle lui apprend qu'elle est en liberté surveillée et qu'elle ne dispose que d'une autorisation pour sortir le jour, devant retourner chaque soir en prison. Elle a été reconnue coupable de meurtre.
Guido découvre alors le passé de Giulia et la raison de sa condamnation. Il apprend qu'elle est la mère d'une fille qu'elle a abandonnée et organise alors à l'insu de Giulia une rencontre entre la mère et la fille, en conviant également à celle-ci son ex mari. Mais les choses ne se déroulent pas comme Guido l'avait imaginé ...

## Fiche technique
- Titre : Giulia non esce la sera
- Titre original : Giulia non esce la sera
- Réalisation : Giuseppe Piccioni
- Scénario : Federica Pontremoli (it) et Giuseppe Piccioni
- Photographie : Luca Bigazzi
- Montage : Esmeralda Calabria
- Musique : Baustelle
- Costumes : Maria Rita Barbera
- Scénographie : Giada Calabria
- Producteur : Lionello Cerri
- Société de production : Lumière & Company, Rai Cinemafiction
- Pays d'origine :  Italie
- Langage : Italien
- Format : Couleur
- Genre : Film dramatique
- Durée : 105 minutes
- Dates de sortie :
  -  Italie : 27 février 2009

## Distribution
- Valerio Mastandrea : Guido Montani
- Valeria Golino : Giulia
- Sonia Bergamasco : Benedetta Montani
- Domiziana Cardinali : Costanza Montani
- Jacopo Domenicucci : Filippo
- Chiara Nicola (it) : Viola
- Sara Tosti : Sofia
- Jacopo Maria Bicocchi (it) : Enrico Giussi
- Fabio Camilli (it) : Eugenio
- Sasa Vulicevic : père Rosario
- Paolo Sassanelli : Bruno
- Lidia Vitale (it) : l'agent littéraire de Guido
- Antonia Liskova : Eva
- Piera Degli Esposti : Attilia
- Valeria Sabel : une ancienne chanteuse
- Federica Pontremoli (it)

## Autour du film
- Le groupe d'indie rock italien Baustelle signe la musique du film et reçoit pour ce travail plusieurs prix et nominations en Italie, dont le Ruban d'argent de la meilleure chanson originale. Un album portant le nom du film est ensuite sorti par le groupe.

## Prix et distinctions
- Nomination au David di Donatello de la meilleure actrice en 2009 pour Valeria Golino.
- Nomination au David di Donatello de la meilleure musique de film en 2009 pour Baustelle.
- Nomination au David di Donatello de la meilleure chanson originale en 2009 pour Francesco Bianconi (it) (chanteur du groupe Baustelle) et Valeria Golino.
- Nomination au David di Donatello du meilleur montage en 2009 pour Esmeralda Calabria.
- Nomination au grand prix du jury au festival du cinéma italien de Bastia en 2010.
- Nomination au Ciak d'oro de la meilleure musique de film en 2009 pour Baustelle.
- Ruban d'argent de la meilleure chanson originale en 2009 pour Francesco Bianconi (it) (chanteur du groupe Baustelle) et Valeria Golino.
- Ruban d'argent spécial à Piera Degli Esposti.
- Nomination au Ruban d'argent de la meilleure actrice en 2009 pour Valeria Golino.
- Nomination au Ruban d'argent du meilleur sujet en 2009 pour Federica Pontremoli (it) et Giuseppe Piccioni.
- Prix de la meilleure actrice pour Valeria Golino lors du festival Primavera del Cinema Italiano en 2009.